# Tobiphora rugosa
Tobiphora rugosa is een halfvleugelig insect uit de familie Aphrophoridae. De wetenschappelijke naam van deze soort is voor het eerst geldig gepubliceerd in 1903 door Matsumura.